# 3. ceremonia wręczenia nagród Gildii Aktorów Ekranowych
3. ceremonia wręczenia nagród Gildii Aktorów Ekranowych odbyła się w 22 lutego 1997 roku w Shrine Exposition Center w Los Angeles.

## Laureaci i nominowani
Laureaci nagród wyróżnieni są wytłuszczeniem

### Produkcje kinowe

#### Wybitny występ aktora w roli pierwszoplanowej
- Geoffrey Rush − Blask
  - Tom Cruise − Jerry Maguire
  - Ralph Fiennes − Angielski pacjent
  - Woody Harrelson − Skandalista Larry Flynt
  - Billy Bob Thornton − Blizny przeszłości

#### Wybitny występ aktorki w roli pierwszoplanowej
- Frances McDormand − Fargo
  - Brenda Blethyn − Sekrety i kłamstwa
  - Diane Keaton − Pokój Marvina
  - Gena Rowlands − Odmienić los
  - Kristin Scott Thomas − Angielski pacjent

#### Wybitny występ aktora w roli drugoplanowej
- Cuba Gooding Jr. − Jerry Maguire
  - Hank Azaria − Klatka dla ptaków
  - Nathan Lane − Klatka dla ptaków
  - William H. Macy − Fargo
  - Noah Taylor − Blask

#### Wybitny występ aktorki w roli drugoplanowej
- Lauren Bacall − Miłość ma dwie twarze
  - Juliette Binoche − Angielski pacjent 
  - Marisa Tomei − Odmienić los
  - Gwen Verdon − Pokój Marvina
  - Renée Zellweger − Jerry Maguire

#### Wybitny występ zespołu aktorskiego w filmie kinowym
- Klatka dla ptaków
  - Angielski pacjent
  - Pokój Marvina
  - Blask
  - Blizny przeszłości

### Produkcje telewizyjne

#### Wybitny występ aktora w miniserialu lub filmie telewizyjnym
- Alan Rickman − Rasputin
  - Armand Assante − Gotti
  - Beau Bridges − Pod wiatr
  - Robert Duvall − Człowiek, który pojmał Eichmanna
  - Ed Harris − Purpurowy jeździec

#### Wybitny występ aktorki w miniserialu lub filmie telewizyjnym
- Kathy Bates − Nocna zmiana
  - Anne Bancroft − Kres długiej drogi
  - Stockard Channing − Rodzina wbrew woli
  - Jena Malone − Bękart z Karoliny
  - Cicely Tyson − Droga do Galveston

#### Wybitny występ aktora w serialu dramatycznym
- Dennis Franz − Nowojorscy gliniarze
  - George Clooney − Ostry dyżur
  - David Duchovny − Z Archiwum X
  - Anthony Edwards − Ostry dyżur
  - Jimmy Smits − Nowojorscy gliniarze

#### Wybitny występ aktorki w serialu dramatycznym
- Gillian Anderson − Z Archiwum X
  - Kim Delaney − Nowojorscy gliniarze
  - Christine Lahti − Szpital Dobrej Nadziei
  - Della Reese − Dotyk anioła
  - Jane Seymour − Doktor Quinn

#### Wybitny występ aktora w serialu komediowym
- John Lithgow − Trzecia planeta od Słońca
  - Jason Alexander − Kroniki Seinfelda
  - Kelsey Grammer − Frasier
  - David Hyde Pierce − Frasier
  - Michael Richards − Kroniki Seinfelda

#### Wybitny występ aktorki w serialu komediowym
- Julia Louis-Dreyfus − Kroniki Seinfelda
  - Christine Baranski − Cybill
  - Ellen DeGeneres − Ellen
  - Helen Hunt − Szaleję za tobą
  - Kristen Johnston − Trzecia planeta od Słońca

#### Wybitny występ zespołu aktorskiego w serialu dramatycznym
- Ostry dyżur
  - Prawo i porządek
  - Nowojorscy gliniarze
  - Z Archiwum X
  - Szpital Dobrej Nadziei

#### Wybitny występ zespołu aktorskiego w serialu komediowym
- Kroniki Seinfelda
  - Trzecia planeta od Słońca
  - Frasier
  - Szaleję za tobą
  - Remember WENN

### Nagroda za osiągnięcia życia
- Angela Lansbury